# 슈앤트리
슈앤트리(SHU AND TREE)는 애견 전문 미용사 집사 2명과 반려견 슈와 나무 그리고 반려묘 앤이의 일상 및 여행 Vlog, 애견 미용 영상을 업로드하는 유튜브 채널이다.

## 집사
집사 2명은 조니와 엘비로 구성되어 있다.
- 조니 : 본명 김좋은, 슈앤트리의 원장
- 엘비 : 본명 김현진, 슈앤트리의 대표

## 등장하는 동물
등장하는 동물에는 푸들의 슈와 나무, 고양이인 앤이로 각각 구성되어 있다.

## 기타
- 경기도 용인시 수지구 고기동에 자신의 이름을 가진 애견 미용실을 운영하고 있다.
- SBS 플러스의 렌트채널 님은 부재중에 출연한 적이 있다.
- SBS의 TV 동물농장×애니멀봐 공식 유튜브 채널에 출연한 적이 있다.
- 양띵과의 친분이 있는 사이로, 양띵의 결혼식에 초대와 부케를 함께 받은 바 있다.
- 초기에는 푸들 2마리인 '슈'와 '나무'로 구성되어 있었지만 훗날 고양이이자 믹스묘인 '앤이'를 입양하면서 지금의 완전체로 구성되어 있다.
- 가끔마다 유튜브를 통해 라이브 스트리밍도 진행한다.
- KBS 1TV의 《동물극장 단짝》에서도 출연하였다.